# Relations entre la Palestine et l'Ukraine
Les relations entre la Palestine et l'Ukraine sont des relations bilatérales entre l'État de Palestine et l'Ukraine. La république socialiste soviétique d'Ukraine reconnaît l'indépendance de la Palestine le 19 novembre 1988. La Palestine reconnaît l'Ukraine comme État souverain en février 1992. Le 2 novembre 2001, les deux pays établissent des relations diplomatiques et l'ambassade de Palestine ouvre le même jour.

## Histoire
La RSS d'Ukraine vote en faveur du plan des Nations Unies pour la partition de la Palestine en 1947.
En avril 1999, le président Yasser Arafat se rend à Kyiv et rencontre le président Leonid Koutchma. 
En janvier 2000, Leonid Koutchma se rend en Cisjordanie pour participer à la commémoration du 2000e anniversaire du christianisme à Bethléem et rencontre le chef de l'Autorité nationale palestinienne (ANP), Yasser Arafat. Lors d'une visite officielle du président Viktor Iouchtchenko en Palestine en novembre 2007, un accord est conclu avec le président Mahmoud Abbas pour ouvrir une mission ukrainienne auprès de l'ANP.
En novembre 2014, l'ambassadeur palestinien en Ukraine, Mohammed Qassem Al-Assad, déclare à propos de l'approche palestinienne du conflit dans l'est de l'Ukraine : « Nous soutenons l'intégrité territoriale de l'Ukraine, et nous croyons que le Donbass était, est et sera une partie de l'Ukraine ».
En janvier 2020, l'Ukraine se retire du Comité pour l'exercice des droits inaliénables du peuple palestinien (CEIRPP). Cette décision est approuvée par le président ukrainien Volodymyr Zelensky.
L'Autorité palestinienne ne prend pas de position publique sur l'invasion russe de l'Ukraine. Abbas et la plupart des dirigeants palestiniens choisissent de rester neutres sur le conflit, car ils « cherchent à maintenir de bonnes relations avec les deux parties »,. Le président ukrainien Volodymyr Zelensky demande le soutien d'Israël, déclarant : « Nous avons l'intention de vivre, mais nos voisins veulent nous voir morts. ».